# Borja Agirretxu
Francisco de Borja Aguirrechu Barreiro, conocido futbolísticamente como Aguirrechu, Agirretxu (su apellido escrito con ortografía vasca) (Guecho, España, 25 de agosto de 1968) es un futbolista retirado español.
Jugó de defensa durante la década de los 90, disputando casi 150 partidos en la máxima categoría del fútbol español. El equipo donde más destacó fue el Celta de Vigo, donde jugó 170 partidos en seis temporadas.

## Trayectoria
Es natural de la localidad vizcaína de Guecho, donde nació en 1968. Fichó por el Athletic Club cuando era juvenil. En la temporada 1986/87 debutó con el filial del Athletic, el Bilbao Athletic jugando en Segunda División. Durante cuatro temporadas Aguirretxu militó en el Bilbao Athletic, siendo titular en la defensa de los cachorros de 1987 a 1990. Su buen hacer en la defensa del filial, le llevó a mediados de la temporada 1989/90 a ser requerido por el primer equipo. Debutó con los leones con 21 años de edad, el 21 de enero de 1990, en un derby vasco jugado ante la Real Sociedad en el Estadio de Atotxa. El entrenador Txetxu Rojo decidió a partir de ese momento que Agirretxu pasara a ser integrante de la primera plantilla del Athletic. Agirretxu jugó esa temporada 17 partidos con el Athletic en Primera División.
En la campaña 1990/91 fue cedido al Real Valladolid, donde tuvo una presencia testimonial. En la campaña 1991/92 fue cedido al Celta de Vigo, de la Segunda División, donde entrenaba Txetxu Rojo, el técnico que le ascendió a la primera plantilla del Athletic. Su primera temporada en el cuadro gallego, cedido por el Athletic, fue todo un éxito ya que el Celta logró el ascenso a Primera División. Agirretxu fue pieza clave del ascenso habiendo jugado 34 partidos de Liga aquella temporada. Tras esa primera temporada, fichó por el Celta quedando desvinculado del Athletic. La temporada 1993/94, la del regreso del Celta a Primera división, también fue todo un éxito. Agirretxu volvió a ser titular del equipo, jugando 33 partidos de Liga. En la Copa del Rey el Celta alcanzó la final, en la que empató a 0 con Real Zaragoza, y perdió en los penaltis. Agirretxu no jugó aquella final, pero fue uno de los suplentes del Celta que estuvieron en el banquillo. Las siguientes cuatro temporadas en el Celta fueron más irregulares.
En la temporada 1996/97 estaba siendo titular indiscutible, hasta que dio positivo por nandrolona en un control antidopaje realizado el 4 de enero de 1997 tras un Valladolid-Celta. El caso Agirretxu no solo puso al defensa vasco en los titulares de la prensa deportiva (fue el primer positivo de dopaje sancionado en la Primera División), sino que puso punto final a la trayectoria del defensa vasco en el Celta de Vigo, ya que no volvió a ser alineado por el Celta después de que se diera a conocer su positivo a comienzos de febrero. Al finalizar dicha temporada fue sancionado con seis meses de suspensión por el Tribunal de Disciplina Deportiva, sanción que se cumplió en diciembre de 1997, por lo que en la práctica Agirretxu estuvo casi un año sin jugar por su caso de dopaje. Agirretxu se enfrentó seriamente a la posibilidad de ser sancionado por un periodo mínimo de 2 años por consumo de nandrolona ya que esta era la sanción tipificada para este caso, pero una serie de defectos de forma actuaron como atenuantes y rebajaron la sanción a medio año. Durante todo ese tiempo Agirretxu siempre negó que hubiera tomado nandrolona conscientemente y achacó su positivo, inicialmente, a unas pastillas que tomaba para evitar la caída del cabello y, posteriormente, culpó del positivo a los servicios médicos del Celta.
Durante el periodo que estuvo sancionado, Agirretxu fichó por la SD Compostela. Con este otro equipo gallego, jugó otras dos temporadas al fútbol. En la temporada 1997/98 jugó 11 encuentros y los compostelanos perdieron la categoría. En la temporada 1998/99 jugó habitualmente en la división de plata (32 partidos), aunque el equipo, diseñado para ascender, fue incapaz de hacerlo y quedó en la mitad de la tabla de Segunda. Al finalizar la temporada 1998/99, Agirretxu colgó las botas poco antes de cumplir los 31 años de edad.
Sin embargo, el epílogo de su carrera como futbolista se escribió seis años más tarde cuando volvió, como aficionado, a los campos de fútbol para militar en el modesto SD Leioa de Lejona en categoría regional. Agirretxu jugó 2 temporadas en la División de Honor de la Liga Regional Vizcaína.

## Clubes
| Club                | País                | Año                 | Partidos | Goles |
| ------------------- | ------------------- | ------------------- | -------- | ----- |
| Bilbao Athletic     | España              | 1986-1990           | 95       | 3     |
| Athletic Club       | España              | 1990                | 17       | 0     |
| Real Valladolid     | España              | 1990-1991           | 2        | 0     |
| Celta de Vigo       | España              | 1991-1997           | 170      | 1     |
| SD Compostela       | España              | 1997-1999           | 46       | 1     |
| SD Leioa            | España              | 2005-2007           |          |       |
| Total en su carrera | Total en su carrera | Total en su carrera | 331      | 4     |

Incluye partidos de 1ª, 2ª, 2ªB y Copa del Rey.

## Palmarés
- Campeón de Segunda División B de España - 1988/1989
- Campeón de Segunda División de España - 1991/1992
- Subcampeón de Copa del Rey 1993/1994